# フジテレビTWO

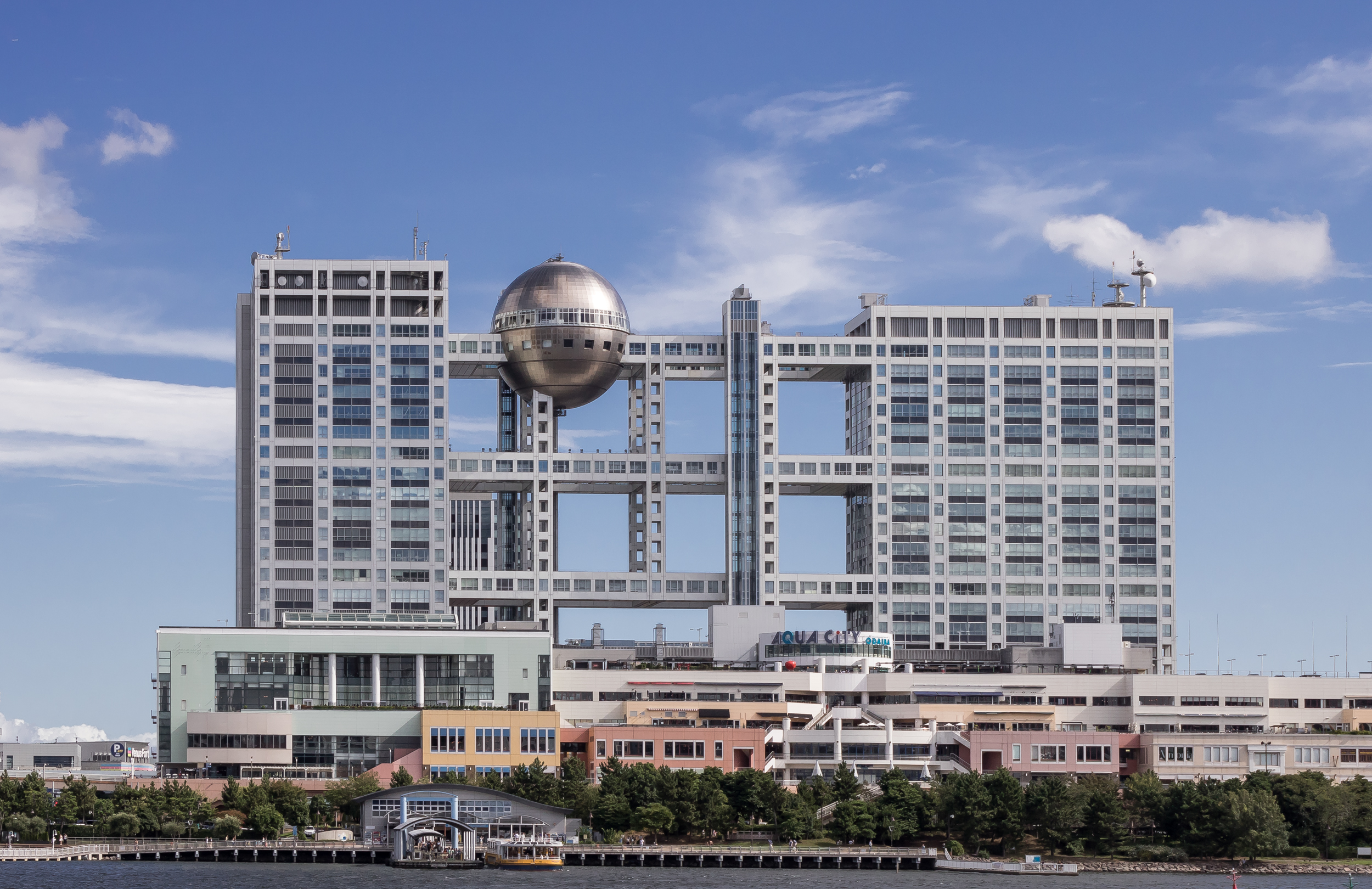
フジテレビ本社ビル（FCGビル）

フジテレビTWO  ドラマ・アニメ（フジテレビトゥー ドラマ・アニメ）は、フジテレビジョン総合開発局メディア開発センターペイTV事業部が運営するCS放送チャンネル「フジテレビワンツーネクスト」のひとつである。
スカパー!プレミアムサービス、スカパー!（旧・スカパー!e2）（衛星基幹放送事業者はサテライト・サービス）、スカパー!プレミアムサービス光、ケーブルテレビなどで視聴可能である。

## チャンネル概要
1998年4月25日、前身の「フジテレビ721」（フジテレビななにいち、以下721）が開局。同年7月1日本放送を開始、この日に開局記念番組「フジテレビ721開局記念 さんまの今日で43!バースデー生パーティー」を放送している。
1999年4月の「フジテレビ739」（以下739）開局によりF-1、K-1以外のスポーツ番組は739に移行、エンターテイメントに特化したチャンネルとなる。
2009年4月1日、チャンネル名を「フジテレビTWO」（以下TWO）と変更した。また、同日よりスカパー!ではSD放送であるが、画角16:9放送を行っている。
2009年4月のチャンネル改編でニュース番組の時差放送（2012年3月打ち切り）や『プロ野球ニュース』が739から移行する代わりにF-1・K-1生中継はフジテレビNEXT（現・フジテレビNEXT ライブ・プレミアム、以下NEXT）に、音楽ライブはONEに移行した（このうち『プロ野球ニュース』は2010年1月にフジテレビONE（現・フジテレビONE スポーツ・バラエティ、以下ONE）に移動した）。
ハイビジョン放送は2009年5月1日からeo光テレビ、同年7月1日からJ:COM、同年10月1日からスカパー!プレミアムサービス（HD）で開始された。
2010年10月より、IP放送のひかりTVに配信開始（2012年4月末で打ち切り）。
2012年4月1日より、「フジテレビTWO ドラマ・アニメ」と局名を変更し、フジテレビ系でそれまでに放送・制作されたドラマやアニメの専門チャンネルとして生まれ変わる。なおプロ野球の放送は従来と同様である。
2012年9月28日よりスカパー!にてハイビジョン放送を開始した。
2015年4月1日、NOTTVにて標準テレビジョン放送を開始した。
2016年12月1日より、スカパー!プレミアムサービスの衛星一般放送事業者がスカパー・ブロードキャスティングからスカパー・エンターテイメントに変更。
午前6時を基点とした24時間配信である。
同チャンネルでのプロ野球中継はフジテレビが放映権を持つ中日・阪神・広島が主催で、巨人ビジターとなる試合を、ヤクルトの主催試合が重なる場合のみ放送していたが、2016年から埼玉西武ライオンズ主催全試合も放送されることになった。

## 放送される主な番組

### スポーツ
- LIONS BASEBALL L!VE 　埼玉西武ライオンズの主催試合を全試合完全生中継（2016年度から）

### エンターテイメント
- 兵動・小籔のおしゃべり一本勝負 〜すべらない話MVSの2人〜
- コスコスプレプレ

### アニメ
アニメ作品に関しては、FNS系のCS放送ながら、他系列局で製作されたものも数多く放送されている。
- ドラゴンボールシリーズ
- ONE PIECE

### 競馬
※2009年3月まで739で、4月から12月まではNEXTで放送。その後、ONEへ移動。
- 中央競馬黄金伝説※
  - 過去の『スーパー競馬』の放送を「実況復刻版」として放送する回もある。
- 武豊TV!II※
- 競馬予想TV※

### 地上波の再放送・その他
- ドラマクラシック

フジテレビのドラマ番組の再放送を行う枠。フジテレビ制作のほか、昼ドラマの再放送も行っている。ハイビジョン制作の作品では16:9レターボックスで放送される場合がある。
- 夜のヒットスタジオ

## 放送された番組
※2009年4月よりONEまたはNEXTに移行

### スポーツ
- JリーグYBCルヴァンカップ（旧・ヤマザキナビスコカップ）実況中継 （2010年は当チャンネルを中心に放送していた。2017年はONE・NEXTで放送）
- ブンデスリーガ （2017年はNEXTを中心に放送）
- プロ野球ニュース （2009年のみ初回放送がTWOで放送され、再放送の1回=翌日昼休みだけONEだったが、2010年にはこの逆で初回放送がONE、TWOは翌日朝の1回のみとなった。2011年度以後はONEのみで放送）
- セリエA（2020/2021シーズンに限り毎節2試合を独占生中継）

### バラエティ
- チルドレンタイム
- KIDSワークショップ
- アイドリング!!!※
- Cawaii.com（初期）
- アイドル総研efe
- アイドル道
- 週刊少年「」
- ガレージ番長エンスー系
- 読むドラ
- CXショートショートドラマ製作部

素人によるショートドラマ投稿番組。司会はラサール石井。
- カイジGAME1
- 天才のパチンコ
- 天才のパチスロ
- 欽ちゃんのドンとやってみよう!→欽ドン!良い子悪い子普通の子
- 新しい波→とぶくすり→とぶくすりスペシャル→とぶくすりZ→めちゃ×2モテたいッ!（番組名をpM8として放送）
- めちゃ×2イケてるッ!（ONEへ移行）
- 感じるジャッカル
- 志村けんのだいじょうぶだぁ
- なるほど!ザ・ワールド
- タモリのボキャブラ天国シリーズ
- ラーメン大図鑑
- インプロ!
- カルトQ
- これがキャイ〜ンだろ!?
- バッテンクイズHEXAGON〜ヘキサゴン〜
- 銀幕会議2
- 大和芸人大百科
- チャンネル北野eX
- 空飛ぶ!爆チュー問題※
- お笑い登龍門 ガッハ
- クイズ王最強決定戦〜THE OPEN〜
- 魅惑の時計
- 芸能人ダーツ最強王決定戦
- シミュレーションズ
- プラモつくろうCUSTOM
- 平野綾だけTV
- ウゴウゴルーガ（再放送）721・739
- 笑う犬シリーズ
- リチャードホール
- オレたちひょうきん族
- 恋愛観察バラエティー あいのり
- はねるのトびら（途中でONEに移行）
- 力の限りゴーゴゴー!!
- 明石家マンション物語
- ペケ×ポン
- IRON CHEF AMERICA（料理の鉄人・USA版）
- ゲームセンターCX（2012年4月よりフジテレビONEに移行）
- みんなの鉄道（ONEに移行）
- 華流ファンタメ
- ジュリビーちゃんねる
- 忍者ボイメンくんフジテレビTWOバージョンでござる
- Sexy Zone CHANNEL
- Sexy Zoneの進化論
- じゃじゃじゃじゃ〜ン!

### 情報
- モテカワCollection
- アナマガ増刊号

### 音楽
- Char meets ???? 〜TALKING GUITARS〜※
- ELVIS※
- FACTORY721※
- (株)洋楽
- 二十一世紀の音霊
- GIGS i 721
- LIVE STUDIO721
- フォーク・デイズ※
- ライヴ・レターズ
- UK-JACK

### スポーツ
- スポーツニュース721（初期。739開局まで）
- K-1 WORLD GRAND PRIX（生放送、ステレオ2音声放送あり） ※NEXTでも放送あり
- フォーミュラカー基礎講座（講師：森脇基恭 司会：竹下陽平）

### ドラマ
- 明治製菓presents GIRLFRIEND（CSオリジナルドラマ）

2012年10月-12月には『土ドラ・高校入試』と、『ドラマチックサンデー・TOKYOエアポート〜東京空港管制保安部〜』の前回放送分を、翌週の地上波本放送に先駆けて再放送（ただし協賛スポンサーなし）する企画を行ったことがある。

### アニメ
- TO-FU
- るろうに剣心 -明治剣客浪漫譚-
- かりあげクン
- 新造人間キャシャーン
- デジモンテイマーズ
- ハイスクール!奇面組
- 蟲師
- Gu-Guガンモ
- サムライチャンプルー samurai champloo
- 無敵超人ザンボット3（名古屋テレビ）※2009年10月17日より
- 赤ちゃんと僕（テレビ東京）
- きまぐれオレンジ☆ロード（日本テレビ）
- 元祖・天才バカボン（日本テレビ）
- はいからさんが通る（ABC）
- おはよう!スパンク（ABC）
- ママレード・ボーイ（ABC）
- H2（ABC）
- ご近所物語（ABC）
- いなかっぺ大将
- 世界名作劇場シリーズ
- Dr.スランプ アラレちゃん
- デジモンアドベンチャー
- トリコ

### ニュース
※2009年4月1日より同日開始の｢ニュースJAPAN｣以外は739から移行。2012年3月23日をもって全てのニュース番組の時差放送が打ち切りとなった。
基本的に同日時差放送（1-2時間）
- FNNスピーク
- 産経テレニュースFNN（日曜昼）
- FNNスーパーニュース（月-金曜の17:54 - 19:00の放送枠のみ、週末版のWEEKENDは2011年に打ち切り）
- 新報道2001
- ニュースJAPAN（2009年4月1日から25時からの時差放送スタート）
FNNスピーク、産経テレニュースFNN（日曜昼）、FNNスーパーニュース（WEEKENDも含む）のオープニングの映像はフジテレビから東京タワー、レインボーブリッジが映っている映像（FNN系列局へのOP・ED配信映像と同じ）を使用している。地上波と違い提供スポンサーの表示が一切なく（ネット・ローカルセールスとも。提供コメントのない途中入れ替えの部分ももちろん表示そのものはない）、CMもすべてCS放送の番宣に差し替えている。またオリンピックなどCSでの放映権がないものは、昼間のレインボーブリッジをバックに「このニュース項目の映像には放映権がないためご視聴することが出来ません。ご了承ください。」と表示される（いわゆる蓋被せ）。時には蓋被せ→CM→蓋被せ→CM……とほとんど見られない場合も存在した。かつてはオリンピックの映像もそのまま放送されたことがある。なお、部分的なカットは行なっておらず、本編の収録時間も地上波の本編放送時間と同じであった。